# 1981年のバレーボール
1981年のバレーボール（1981ねんのバレーボール）では、1981年（昭和56年）のバレーボール関連の出来事をまとめる。

## できごと
- CVテネリフェが創設。
- 第一回全日本バレーボール小学生大会が開催。

## 国際大会
- ワールドカップ
  - 男子
    - 金メダル： ソビエト連邦（7勝）
    - 銀メダル： キューバ（6勝1敗）
    - 銅メダル： ブラジル（5勝2敗）

  - 女子
    - 金メダル： 中国（7勝）
    - 銀メダル： 日本（5勝2敗）
    - 銅メダル： ソビエト連邦（5勝2敗）

- 欧州選手権
  - 男子
    - 金メダル： ソビエト連邦
    - 銀メダル： ポーランド
    - 銅メダル： ブルガリア

  - 女子
    - 金メダル： ブルガリア
    - 銀メダル： ソビエト連邦
    - 銅メダル： ハンガリー

## 国内大会

### 日本
- 第14回日本リーグ
  - 男子
    - 1位：新日本製鉄（14勝）
    - 2位：富士フイルム（11勝3敗）
    - 3位：専売広島（9勝5敗）
    - MVP：田中幹保

  - 女子
    - 1位：ユニチカ（14勝）
    - 2位：東洋紡（11勝3敗）
    - 3位：日立（11勝3敗）
    - MVP：横山樹理

- 第30回全日本都市対抗
  - 男子
    - 1位：松下電器
    - 2位：日本鋼管
    - 3位：新日鉄、富士フイルム
    - 黒鷲賞：藤田幸光

  - 女子
    - 1位：ユニチカ
    - 2位：東洋紡
    - 3位：日本電気、日立
    - 黒鷲賞：小川かず子

## 誕生
1月
- 1月5日 - 島野俊一
- 1月6日 - 芝田安希
- 1月7日 - 松本慶彦

2月
- 2月1日 - 金井修也
- 2月1日 - ワンナ・ブアゲーウ
- 2月8日 - エマヌエーレ・ビラレッリ
- 2月8日 - セミョン・ポルタフスキー
- 2月20日 - 今田祐介
- 2月25日 - レナタ・コロンボ

3月
- 3月8日 - タチアナ・ゴルシュコワ
- 3月11日 - ミカル・ラスコ

4月
- 4月26日 - 榛澤舞子

5月
- 5月3日 - ムーリオ・エンドレス
- 5月10日 - アルカディウシュ・ゴアシュ  （+2005年）
- 5月14日 - ビョルン・アンドレ
- 5月19日 - 飯塚俊彦
- 5月24日 - クセニヤ・イマンガリエワ
- 5月25日 - ローガン・トム

6月
- 6月4日 - キム・セヨン
- 6月17日 - 西脇万里子（現: 森万里子）
- 6月21日 - キム・サネ
- 6月24日 - 柴田恭平

7月
- 7月24日 - ジェニー・バラッツァ
- 7月27日 - カロリネ・ガッタス

8月
- 8月4日 - 本間江梨
- 8月7日 - アンネリス・バルガス
- 8月8日 - 阿部裕太
- 8月19日 - 田中弓貴
- 8月20日 - 西堀健実
- 8月20日 - 西堀育実
- 8月25日 - 町野仁志
- 8月27日 - イスラエル・ロドリゲス

9月
- 9月1日 - マクシム・パンテレイモネンコ
- 9月17日 - 吉田譲
- 9月18日 - 田村裕之
- 9月23日 - マルクス・ポップ

10月
- 10月6日 - 森佑之
- 10月8日 - 趙蕊蕊
- 10月9日 - 松永理生
- 10月22日 - 酒井大祐
- 10月26日 - 井西彩乃

11月
- 11月18日 - 山本雄史
- 11月19日 - 庄司夕起
- 11月27日 - 中尾巴美

12月
- 12月12日 - 横山雅美
- 12月20日 - 及川英香
- 12月20日 - 吉田あい